# Atracodes corrugata
Atracodes corrugata är en insektsart som först beskrevs av Melichar 1902.  Atracodes corrugata ingår i släktet Atracodes och familjen Flatidae. Inga underarter finns listade i Catalogue of Life.